# Gina Raimondo

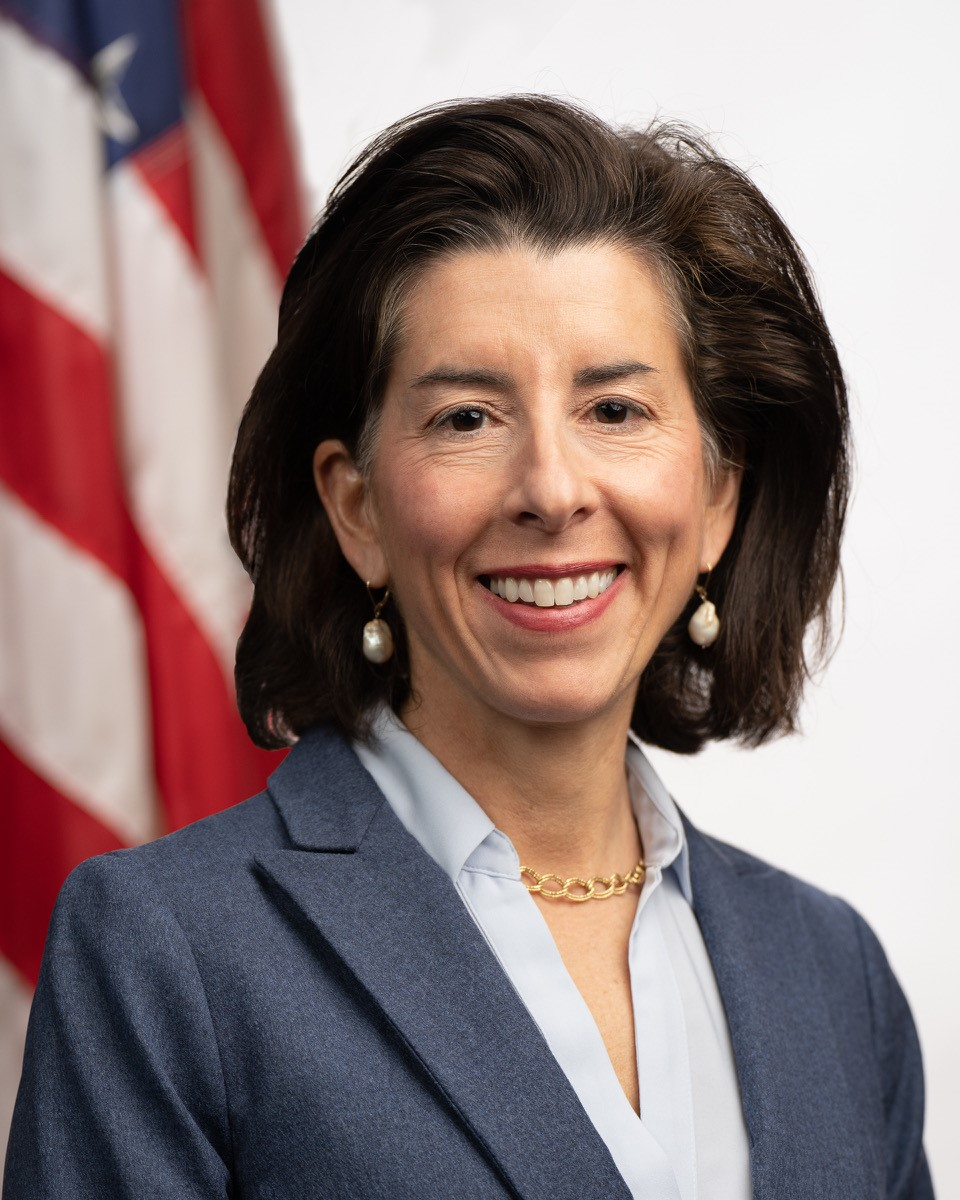
Gina Raimondo (2021)

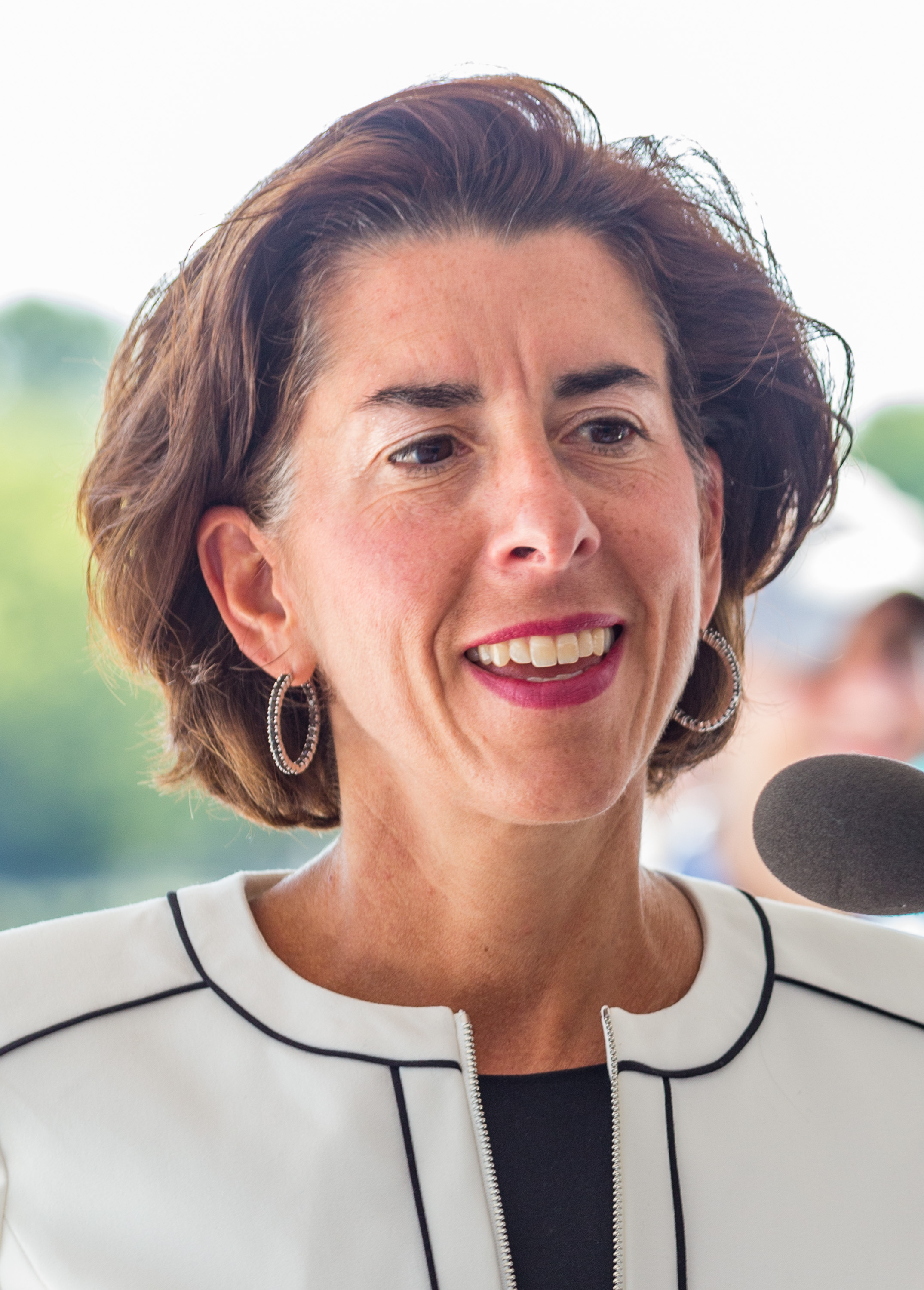
Gina Raimondo (2015)

Gina Marie Raimondo (* 17. Mai 1971 in Smithfield, Rhode Island) ist eine US-amerikanische Politikerin der Demokratischen Partei. Sie war vom 3. März 2021 bis 20. Januar 2025 Handelsministerin der Vereinigten Staaten. Zuvor bekleidete sie von Januar 2015 bis März 2021 das Amt der Gouverneurin von Rhode Island.

## Leben
Gina Raimondo wurde als jüngstes von drei Kindern von Joseph und Josephine Raimondo in Smithfield geboren. Ihre Großeltern stammen aus Italien. Sie wuchs in einer Arbeiterfamilie heran; ihr Vater arbeitete in einer Uhrenfabrik in Providence, ehe er den Job nach rund 30 Jahren verlor und die Familie von der geringen Pension leben musste.
Anfang der 1980er Jahre erlangte sie als eines der ersten Mädchen den Abschluss an der katholischen bis dato nur von Jungen besuchten La Salle Academy in Providence. Mit magna cum laude erwarb sie 1993 den Bachelor in Wirtschaftswissenschaften an der Harvard University. Mit Hilfe eines Rhodes-Stipendiums studierte sie an der University of Oxford in England, an der sie den Doktor-Titel in Soziologie erwarb. Zuletzt erhielt sie 1998 den Doktor der Rechtswissenschaften an der Yale University.
In Yale lernte sie auch ihren Mann Andrew kennen, den sie im November 2001 heiratete. Mit ihm hat sie zwei Kinder. Sie gehört der römisch-katholischen Kirche an.

## Wirken
Ihre berufliche Karriere begann sie als Mitarbeiterin im Stab der US-Bundesrichterin Kimba Wood in New York City. Danach wurde sie Gründungsmitglied und Vizepräsidentin des Unternehmens Village Ventures mit Sitz in Williamstown (Massachusetts). Das Ziel des Unternehmens war es, Geld in neue aufstrebende Unternehmen zu investieren.
Als sie im Jahr 2000 nach Rhode Island zurückkehrte, gründete Raimondo mit Point Judith Capital ein weiters Risikokapital-Unternehmen.

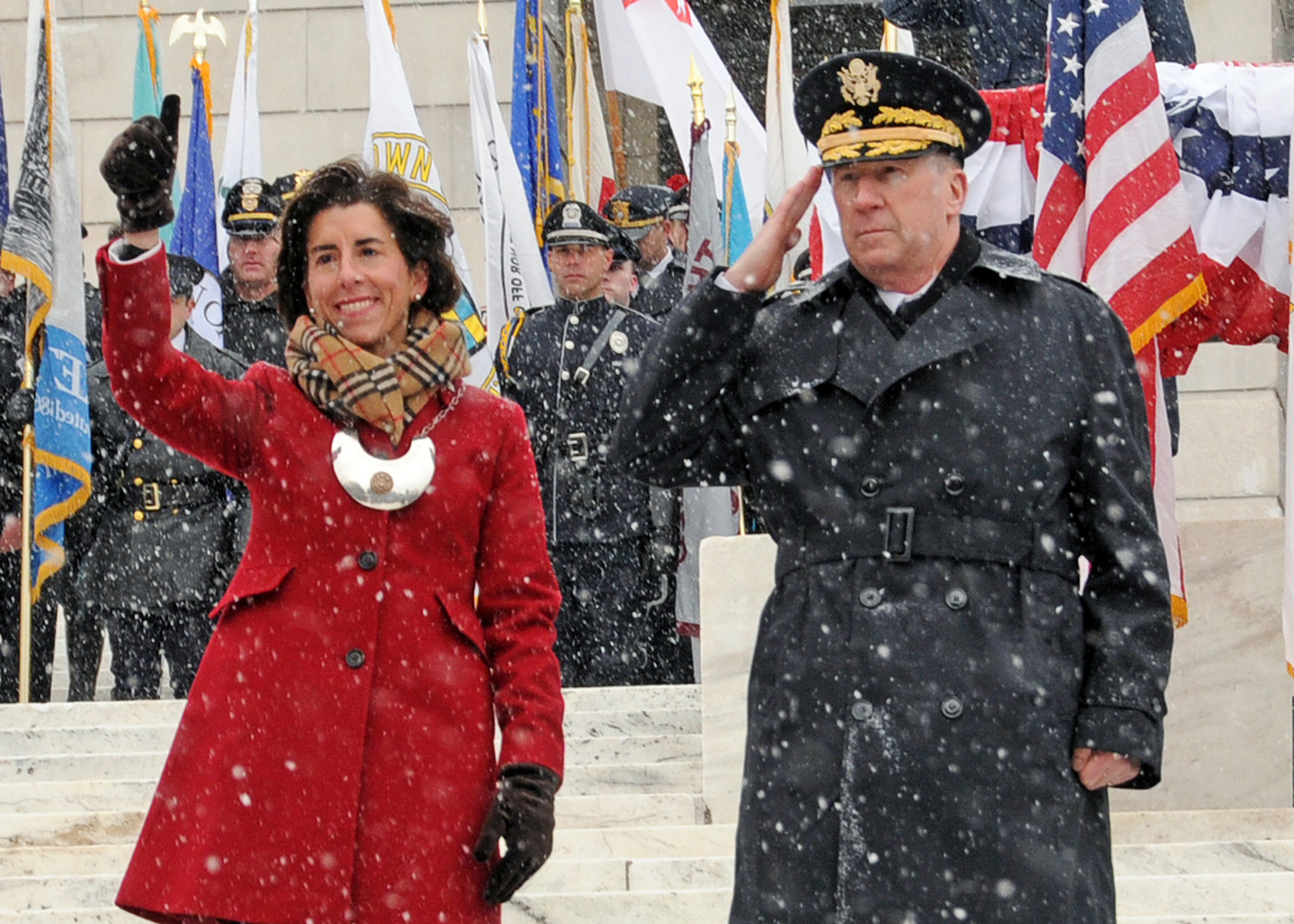
Gina Raimondo bei ihrer Amtseinführung als Gouverneurin

2010 wurde Raimondo zur State Treasurer von Rhode Island gewählt, ihr erstes politisches Mandat. Weitere vier Jahre später, 2014, kandidierte sie für das Amt der Gouverneurin von Rhode Island, eine Wahl, die sie gegen Allan Fung, den Bürgermeister von Cranston, auch für sich entscheiden konnte. Am 6. Januar 2015 wurde sie als neue Gouverneurin vereidigt. Dieses Amt übte sie bis zum 2. März 2021 aus.
Im Januar 2021 nominierte der gewählte Präsident Joe Biden sie als künftige US-Handelsministerin in seinem Kabinett. Die Entscheidung wurde am 2. März 2021 vom US-Senat bestätigt. Am 3. März 2021 wurde sie von US-Vizepräsidentin Kamala Harris vereidigt.
Im September 2022 wurde Raimondo durch Russland mit einem Einreiseverbot belegt.
Gina Raimondo ist unter anderem Mitglied im Council on Foreign Relations.